# Eksara
Eksara là một thị trấn thống kê (census town) của quận Haora thuộc bang Tây Bengal, Ấn Độ.

## Nhân khẩu
Theo điều tra dân số năm 2001 của Ấn Độ, Eksara có dân số 6485 người. Phái nam chiếm 52% tổng số dân và phái nữ chiếm 48%. Eksara có tỷ lệ 66% biết đọc biết viết, cao hơn tỷ lệ trung bình toàn quốc là 59,5%: tỷ lệ cho phái nam là 68%, và tỷ lệ cho phái nữ là 64%. Tại Eksara, 13% dân số nhỏ hơn 6 tuổi.